# Распад Аустроугарске
Распад Аустроугарске био је велики геополитички догађај који је био посљедица раста унутрашњих друштвених супротности и одвајања различитих дијелова Аустроугарске. Октобарска револуција 1917. и Четрнаест тачака Вудроа Вилсона из јануара 1918. подстицале су социјализам с једне стране и национализам с друге, или алтернативно комбинацију обје тенденције, међу свим народима Хабзбуршке монархије.
Угарски парламент је 17. октобра 1918. прекинуо унију са Аустријом и прогласио независност земље, Чехословачка је формирана 28. октобра, а Држава Словенаца, Хрвата и Срба 29. октобра. Западноукрајинска Народна Република је прогласила независност 3. новембра, а у Кракову је 6. новембра успостављена Пољска. Током распада монархије, настале су Тарнобжегска република, Хуцулска република, Лемко-русинска република, Република Команча, Република Прекмурје, Мађарска Совјетска Република, Словачка Совјетска Република, Банатска република и Италијанска управа за Кварнер.
Преостале територије насељене подијељеним народима ушле су у састав постојећих или новоформираних држава. Правно, распад монархије је формализован Сенжерменским споразумом 1919. са Аустријом, који је дјеловао и као мировни споразум послије Првог свјетског рата, и Тријанонским споразумом 1920. са Мађарском.